# Dendrosotinus ferrugineus
Dendrosotinus ferrugineus är en stekelart som först beskrevs av Marshall 1888.  Dendrosotinus ferrugineus ingår i släktet Dendrosotinus och familjen bracksteklar. Inga underarter finns listade i Catalogue of Life.